# Heteroscymnoides marleyi
El tollo pigmeo trompudo (Heteroscymnoides marleyi) es una especie poco común de escualiforme de la familia Dalatiidae y el único miembro de su género. Se le conoce solamente gracias a unos cuantos especímenes recolectados en las aguas oceánicas frías del hemisferio sur, entre la superficie y los 502 m de profundidad. Con una longitud máxima de 37 cm, este diminuto tiburón se caracteriza por su cuerpo esbelto y de color marrón oscuro y un hocico largo y bulboso. Además, cuenta con dos aletas dorsales sin espinas que son casi del mismo tamaño; el inicio de la primera está sobre las bases de la aleta pectoral. El tollo pigmeo trompudo no parece estar seriamente amenazado por la pesca, y la Unión Internacional para la Conservación de la Naturaleza (UICN) le ha dado la categoría de preocupación menor.

## Taxonomía
El tollo pigmeo trompudo fue descrito por el zoólogo estadounidense Henry Weed Fowler en un volumen de 1934 de Proceedings of the Academy of Natural Sciences of Philadelphia, basándose en una hembra de 13 cm de longitud encontrada en Point Ocean Beach en Durban, Sudáfrica. Fowler pensó inicialmente que el tiburón pertenecía al género Heteroscymnus (un sinónimo de Somniosus), y por lo tanto creó para él el nuevo género Heteroscymnoides, proveniente del griego oídos («semejanza»). Le otorgó el nombre específico marleyi en honor de Harold Walter Bell-Marley y sus contribuciones al estudio de los peces sudafricanos. La relación entre Heteroscymnoides y el resto de su familia es incierta.

## Distribución y hábitat
Este tiburón ha sido capturado en el océano Índico occidental al este de KwaZulu-Natal, en el océano Atlántico suroriental cerca de la cadena Walvis, y en el océano Pacífico suroriental cerca de Chile. Estos registros sugieren que la especie puede tener una distribución circunglobal en el hemisferio sur, habitando en las aguas subantárticas y las corrientes marinas frías, incluyendo la de Benguela y la de Humboldt. Esta especie habita en el mar abierto entre la superficie y los 502 m de profundidad.

## Morfología
El espécimen de mayor tamaño conocido del tollo pigmeo trompudo fue un macho de 37 cm de longitud. Su cuerpo es esbelto y ligeramente comprimido de los lados. Su hocico largo y bulboso comprende aproximadamente la mitad de la longitud de la cabeza, y termina en una punta cónica y chata. Los ojos son grandes, no cuentan con membranas nictitantes (párpados protectores) y se encuentran acompañados de grandes espiráculos. Los orificios nasales son largos y angulados, y tienen una pequeña solapa de piel sobre sus anillos anteriores. La boca es transversal y está rodeada por labios delgados y lisos. Los dientes superiores conforman 22 filas y son pequeños y están dispuestos de forma vertical, además de tener una sola cúspide. Los dientes inferiores forman 23 filas y son mucho más grandes, anchos y parecidos a cuchillos, y se entrelazan para forman una superficie de corte continua. Los cinco pares de hendiduras branquiales son diminutos y de anchuras uniformes.
Las dos aletas dorsales carecen de espinas. La primera dorsal nace sobre las bases de la aleta pectoral; la segunda dorsal es ligeramente más grande que la primera pero el tamaño de su base es semejante, y nace sobre la mitad de las bases de la aleta pélvica. Las aletas pectorales son pequeñas y semejantes a paletas. No tiene aleta anal. La aleta caudal es ancha, tiene un lóbulo inferior bien desarrollado y una muesca ventral profunda cerca de la punta del lóbulo superior. Los pequeños dentículos dérmicos cuentan con afiladas coronillas en forma de cuña y crestas medianas, y están dispuestos en pedicelos. Esta especie es de color marrón oscuro, con algunas partes negruzcas y bandas claras en los márgenes de las aletas. El lomo está cubierto de diminutos fotóforos productores de luz.

## Biología y ecología
La historia natural del tollo pigmeo trompudo no se conoce bien. Probablemente se alimenta de peces pelágicos e invertebrados, y posiblemente sea ovovivíparo, con puestas de pocos alevinos como otros miembros de su familia. El espécimen tipo de 13 cm de longitud tenía una cicatriz umbilical, lo que sugiere que su tamaño seguía siendo cercano al que tenía al nacer. Los machos y hembras alcanzan la madurez sexual a menos de 36 y 33 cm de longitud, respectivamente.

## Interacción con seres humanos
Solamente se conocen seis especímenes del tollo pigmeo trompudo. Su pequeño tamaño y su hábitat oceánico parecen protegerlo de ser capturado por la mayoría de los pescadores. Gracias a su amplia distribución, esta especie no parece estar amenazada por las actividades humanas y ha sido clasificada como de preocupación menor por la Unión Internacional para la Conservación de la Naturaleza (UICN).